# Wolfgang Gayer
Wolfgang Gayer (* 9. Januar 1943) ist ein ehemaliger deutscher Fußballspieler und -trainer.
Gayer wuchs als Sohn eines Spenglers mit neun Geschwistern in Mannheim auf.
Mit dem SC Neckarstadt wurde das junge Offensivtalent in der Runde 1961/62 in der Mannheimer A-Klasse, Staffel Nord, Meister und spielte 1962/63 in der 2. Amateurliga Rhein-Neckar. Gayer spielte von 1963 bis 1966 in Österreich beim Wiener Sport-Club und wurde in der Saison 1964/65 mit 18 Treffern Torschützenkönig der Staatsliga. 1967 erreichte er mit Borussia Neunkirchen als Südwest-Meister – er war für die Mannschaft von Trainer Željko Čajkovski in 27 Rundenspielen aktiv und erzielte dabei dreizehn Tore; Stürmerkollege Hans Linsenmaier wurde mit 19 Toren Torschützenkönig – die Aufstiegsrunde zur Bundesliga. Sein Kopfballtor zum 1:1-Endstand bei Schwarz-Weiß Essen, sein 7. Treffer in den acht Aufstiegsspielen, sicherte den Saarländern zum zweiten Male nach 1964/65 einen Platz in der Eliteklasse. Nach dem direkten Abstieg der Borussia 1967/68 aus der Bundesliga, wo er in 34 Einsätzen zwölf Tore erzielt hatte, spielte er erneut eine Saison beim Wiener SC, für den er 1968/69 15 Tore erzielte und mit dem er das Pokalfinale erreichte.
Zur Saison 1969/70 kam Gayer zeitgleich mit Lorenz Horr und Bernd Patzke zu Hertha BSC. Bei Herthas höchstem Bundesliga-Sieg, einem 9:1 gegen Borussia Dortmund, erzielte der Mittelfeldspieler am 18. April 1970 vier Tore. Am 5. Juni 1971 stand er in der Mannschaft, die 0:1 gegen Arminia Bielefeld verlor. Nach dem Match nahmen die Spieler Geld für die Niederlage an. Wegen der Verstrickung in den Bundesliga-Skandal wurde Gayer im Juni 1972 gesperrt, im November 1973 begnadigt. Während seiner Sperre spielte er in Südafrika, das zum damaligen Zeitpunkt wegen der Apartheidspolitik aus der FIFA ausgeschlossen war, zunächst bei Durban City FC, mit denen er 1972 die Meisterschaft gewann, und anschließend bei Hellenic FC. Nach seiner Begnadigung spielte er gemeinsam mit Bernd Patzke bis zum Ende der Saison 1973/74 beim TSV 1860 München; von dort wechselte er zum LASK Linz. 1977 wurde er von der Kronen Zeitung zum zweitbesten ausländischen Spieler der Saison gewählt, hinter Julio César Morales. 1980 beendete er seine Profikarriere.
In den 2000er Jahren arbeitete er als Trainer beim FC Adria Mannheim, die er von der B-Klasse bis in die Landesliga brachte. Danach einige Jahre bei der Polizei SV Mannheim und kurzzeitig beim Mannheimer SSV Vogelstang.